# Batalla de la vall de Kodori
La batalla de la vall Kodori va ser una operació militar a la vall de Kodori durant la guerra a Ossètia del Sud de 2008. La Vall Kodori és l'única part d'Abkhàzia que va romandre sota el control de Geòrgia després de la guerra a Abkhàzia de 1992 i 1993. Durant la guerra a Ossètia del Sud del 2008, l'exèrcit d'Abkhàzia va llençar una operació per expulsar les tropes georgianes que encara quedaven. El 9 d'agost de 2008, la Força Aèria d'Abkhàzia va començar un atac contra les posicions georgianes, mentre les forces terrestres abkhazes rodejaven la Vall.

## Mobilització dels exèrcits rus i abkhaz
El 10 d'agost de 2008, la província separatista georgiana d'Abkhàzia va mobilitzar l'exèrcit i va cridar als reservistes per combatre les forces governamentals georgianes i expulsar-les de la petita part de la província que encara romania sota el control georgià. El president abkhaz, Serguei Bagapx, va dir que havia signat un decret per posar les tropes de la província en alerta màxima i per mobilitzar els reservistes, després que Geòrgia llancés una campanya militar per recuperar el control d'Ossètia del Sud.
A més, les tropes russes van ser vistes dirigint-se a Abkhàzia a través de la frontera amb Geòrgia, que dona a la mar Negra entre Turquia i Rússia. La televisió rusa NTV va dir que més tropes russes havien arribat a Abkhàzia, a més dels cascos blaus, que portaven més d'una dècada a la zona i estaven dirigint-se a la frontera amb Geòrgia. Va mostrar un gran comboi de vehícles armats dirigint-se a la capital abkhaza Sukhumi.
Rússia va enviar un esquadró naval per bloquejar la sortida de Geòrgia a la mar Negra. Segons la marina russa, un grup de naus de la Flota de la mar Negra russa, entre els quals estava el creuer Moskva, va arribar el diumenge a la part oriental del mar, prop de la frontera georgiana. El Moskva, acompanyat per un vaixell patrulla i vaixells de subministrament, va viatjar des de la base de Sebastopol, a Crimea. Un portaveu del president d'Abkhàzia va dir: "L'administració local i els cascos blaus han demanat a Rússia que augmente la seva pressència naval prop de la costa abkhaza, després que els vaixells de guerra georgians hagin intentat aproximar-se a la costa." Segons el govern georgià, 6.000 tropes russes van entrar a Ossètia del Sud per la província russa d'Ossètia del Nord i 4.000 més van entrar a Abkhàzia. Segons el comandant dels cascos blaus russos a Abkhàzia, Alexander Novitsky, Rússia va augmentar les seves forces a Abkhàzia i va arribar a tindre 9.000 paracaigudistes i 350 vehicles armats. Un periodista d'Associated Press va veure 135 vehicles militars russos, entre els quals hi havia tancs, dirigir-se a la vall de Kodori, on hi havia forces georgianes.

## Ultimàtum a Georgia
El president d'Abkhàzia, Serguei Bagapx, va donar Geòrgia un ultimàtum perquè tragués les seves tropes de la part nord de la vall de Kodori, una part de la regió controlada per Geòrgia. L'onze d'agost de 2008, tropes russes van llençar un altre ultimàtum a les forces georgianes, que estaven prop d'Abkhàzia, dient que es retiraren o que atacaren, però Geòrgia va rebutjar ràpidament la demanda. Rússia va declarar l'ultimàtum, posant com a límit les 6:00 GMT, i va dir que les forces russes estaven preparades per a una operació per desarmar les tropes georgianes a la zona.

## Lluita
Els avions de combat i l'artilleria abkhazes van continuar atacant posicions georgianes per segon dia consecutiu. El President d'Abkhàzia va dir que uns "1.000 soldats especials abkhazos" estaven en operacions contra les forces georgianes. "Estaven atacant posicions georgianes amb avions de combat, llançacoets i artilleria. L'operació entrarà a la següent fase seguint amb el pla i sereu informats", va dir, i va afegir que es "crearia un corredor humanitari", per permetre als residents del districte que puguen fugir.
Un informe de l'agència russa Interfax va citar la seu de defensa abkhaza, que va dir que les tropes abkhazes havien llençat una operació el 12 d'agost de 2008 per treure les tropes georgianes de la part nord de la vall de Kodori. Un informe del govern georgià va dir que la infanteria abkhaza havia començat a atacar la defensa georgiana. El president d'Abkhàzia va dir que "les tropes russes no estaven involucrades en l'operació."
Serguei Bagapx, President d'Abkhàzia, va dir que les forces abkhazes havien pres les poblacions d'Azhara i Chkhalta i estaven avançant cap a la frontera georgiana. Va dir que Abkhàzia controlava la major part del nord de la vall de Kodori. Un grup de 250 soldats abkhazos van entrar en combat directe contra tropes georgianes a la vall al límit amb Abkhàzia. El comandant en cap de les forces armades abkhazes, Anatoly Zaitsev va dir que l'exèrcit abkhaz havia rodejat les tropes georgianes a la vall de Kodori. El ministre d'afers exteriors d'Abkhàzia, Serguei Xamba, va dir que la Força Aèria abkhaza havia bombardejat objectius militars a la part superior de la Vall. Unitats de les tropes regulars i reservistes de les forces armades abkhazes van prendre part a l'operació.
El ministre d'Interior georgià, Eka Zhguladze, va dir que "les tropes georgianes s'havien retirat de la Vall de Kodori com a gest de bona voluntat." Els georgians van dir que tota la població de la Vall, unes 2.000 persones, havien abandonat les seves cases. Alguns ho van fer tan ràpid que no van agafar ni aigua ni menjar. "Pareix un país annexionat", va dir Lasha Margiani, cap de l'administració de l'Alta Abkhàzia.

## Operacions fora de la vall de Kodori
Les tropes russes van entrar a Geòrgia des d'Abkhàzia. Les forces russes van llançar un atac a la ciutat de Senaki per a aturar els atacs georgians als russos a Ossètia del Sud. 30 transports militars i 20 camions amb soldats russos van entrar a la ciutat i van prendre el control de la base militar, que va ser abandonada per les forces georgianes.
El Comandant de les forces russes Alexander Novitsky va dir que, durant una missió de reconeixement, la Força Aèria Russa va batre dos helicopters georgians a la base aèria de Senaki.